# صادق الشيرازي
صادق بن مهدي بن حبيب الله الحسيني الشيرازي (1942 - الآن). هو مرجع شيعي عراقي مقيم في مدينة قم الإيرانية. وينتمي لعائلة الشيرازي، فهو ثالث أبناء مهدي بن حبيب الله الشيرازي، وله من الأشقاء محمد الشيرازي وحسن الحسيني الشيرازي، ومجتبى الشيرازي. ومن مشاهير هذه العائلة أيضاً: محمد حسن الشيرازي الذي قاد ثورة التبغ في إيران، ومحمد تقي الشيرازي الذي قاد ثورة العشرين في العراق.
تصدى للمرجعية الدينية بعد وفاة شقيقه الأكبر محمد الشيرازي سنة 2001، وكان من المُتوقع أن يتصدى للمرجعية من بعده ابن أخيه محمد رضا الشيرازي غير أنه قتل قبل ذلك في بيته بمدينة قم الإيرانية ليلة 1 يونيو 2008.
ولصادق الشيرازي أربعة أولاد وكلهم مجتهدين:- السيد علي الحسيني الشيرازي 1969-2024
السيد حسين الحسيني الشيرازي (1970)
السيد احمد الحسيني الشيرازي (1971)
السيد جعفر الحسيني الشيرازي (1974)
و له قناة فضائية رسمية باسم قناة المرجعية الفضائية تختص بنشر مواقفه وبياناته واستفتاءاته تعمل تحت إدارة وتوجيه مكتبه. على 4 أقمار 

## الولادة والنشأة
ولد في العشرين من ذي الحجة عام 1360 هـ في كربلاء.

## مؤلفاته
كتب صادق الحسيني الشيرازي عدداً من الكتب المختلفة في الفقه والأصول والتاريخ والثقافة الإسلامية العامة ومن كتبه:

### » المؤلفات العلمية

كتاب موسوعة أهل البيت في القرآن

كتاب الشيعة في القرآن

- بيان الفقه. طبع إلى الآن 4 مجلدات منها
- شرح العروة الوثقى. هذا الكتاب شرح استدلالي معمق لمسائل كتاب «العروة الوثقى» لمحمد كاظم الطباطبائي اليزدي، و يقع في عدة مجلدات، طبع المجلد الأول في الاجتهاد والتقليد.

ويتضمن المجلد الأول 72 مسالة من كتاب الاجتهاد والتقليد ويقع في أكثر من 700 صفحة. طبع في بيروت قبل ربع قرن، وقد ألفه في كربلاء، وهناك نسخة مخطوطة راجعها المؤلف في قم مع بعض التنقيح والإضافات العلمية..
- حاشية العروة الوثقى. هذا الكتاب حاشية على كتاب «العروة الوثقى» لمحمد كاظم الطباطبائي اليزدي، ويحتوي تعليقاته الفقهية على مسائل الكتاب.
- بيان الأصول. هذا الكتاب بحث مفصّل في علم الأصول ويقع في عشرة مجلدات وهو بحث علمي استدلالي مفصل في علم الأصول من أوله إلى آخره. وهو أفضل وأعمق ما كتب في بابه.
- شرح اللمعة/ 10 مجلدات:. هذا الكتاب شرح تعليقي واف على كتاب «اللُمعة الدمشقية» لزين الدين بن علي الجبعي العاملي، الملقب بالشهيد الثاني الذي يعد من أهم الكتب الدراسية في الحوزات العلمية..
- توضيح شرائع الإسلام / 4 مجلدات. هذا الكتاب شرحٌ توضيحي على كتاب «شرائع الإسلام في أحكام الحلال والحرام» لجعفر الحلي الملقب بالمحقق الحلي في الحوزات العلمية، يشتمل على آلاف من التعليقات في مختلف أبواب الفقه من العبادات والمعاملات والايقاعات وغيرها. وقد ألفه في كربلاء.
- شرح تبصرة المتعلمين / مجلدان. هذا الكتاب شرح مزجي على كتاب «تبصرة المتعلمين في أحكام الدين» للعلامة الحلي، ويشتمل عى مختلف أبواب الفقه من الطهارة إلى الديات. وقد ألفه في كربلاء، بتاريخ 1382 هـ، يقع المجلد الأول في 468 صفحة، والمجلد الثاني في 534 صفحة، طبع عدة مرات، وكانت الطبعة الأولى منها في النجف مطبعة الآداب 1382 هـ.
- شرح السيوطي. هذا الكتاب شرحٌ على كتاب «البهجة المرضية في شرح الألفية» لجلال الدين السيوطي، ويقع في مجلدين، وهو من المتون الدراسية في الحوزات العلمية، وقد ألفه في كربلاء، بتاريخ 15 شعبان 1386 هـ، ويقع المجلد الأول في 454 صفحة والمجلد الثاني في 444 صفحة، طبع عدة مرات واستقبل استقبالاً جيداً من طلاب السطوح في الحوزات العلمية.
- شرح الصمدية. هذا الكتاب شرحٌ على كتاب «الصمدية» لعبد الصمد العاملي وهو من ضمن الكتب الدراسية في الحوزات العلمية، كتبه في كربلاء، وطبع أكثر من عشر مرات في النجف وقم.
- شرح العوامل. هذا الكتاب شرحٌ على كتاب «العوامل» للفيض الكاشاني وهو من ضمن الكتب الدراسية في الحوزات العلمية. وقد ألفه في كربلاء، وكان قد انتهى من تأليفه بتاريخ 8 رمضان 1384 هـ، ويقع في 183 صفحه، طبع عدة مرات.
- القياس في الشريعة الإسلامية. يبحث الكتاب عن مسألة القياس وحكمها في الشريعة الإسلامية، وقد ألفه في كربلاء.
- صلاة الجماعة ومنزلتها في الإسلام. يشتمل الكتاب على أحاديث شريفة في فضل صلاة الجماعة، وبيان فلسفة ذلك، وقد ألفه في الكويت.
- الموجز في المنطق. يشتمل على أوليات علم المنطق بأسلوب واضح، كتبه المؤلف للمبتدئين في الحوزات العلمية، وقد أصبح الكتاب من ضمن المنهج الدِراسي في بعض الحوزات العلمية. وقد ألفه في كربلاء، بتاريخ 2 محرم 1384 هـ. [7]

### » المؤلفات العقائدية
- المهدي سلام الله عليه في القرآن. يشتمل الكتاب على ما ورد في القرآن الكريم من الآيات المباركة في الإمام المهدي سلام الله عليه جمعها المؤلف من مصادر العامة وأسانيدهم الموثقة، من سورة البقرة إلى سورة البروج. وفيها عشرات الآيات المباركة من 46 سورة. وقد ألفه في الكويت، ويقع في 260 صفحة، وطبع عدة مرات.
- المهدي سلام الله عليه في السنة. يشتمل الكتاب على مجموعة كبيرة من الروايات التي وردت عن رسول الله صلى الله عليه وآله حول الإمام الحجة سلام الله عليه في كتب السنة ومصادرهم، وقد ألفه في كربلاء، ويقع في 126 صفحة، طبع عدة مرات. وكانت الطبعة الأولى 1400 هـ 1980 م مؤسسة الوفاء بيروت لبنان.
- أهل البيت سلام الله عليهم في القرآن. يشتمل الكتاب على آيات نزلت في أهل البيت سلام الله عليهم جمعها المؤلف من مصادر العامة، من سورة الفاتحة إلى سورة الكوثر. وفيها عشرات الآيات المباركة. وقد ألفه في الكويت، ويقع في 407 صفحة.
- الشيعة في القرآن. يتضمن الكتاب ما ورد من آيات شريفة في القرآن الحكيم وفسر بشيعة الإمام علي بن أبي طالب سلام الله عليه وكل ذلك من مصادر العامة وكتبهم، طبع في لبنان.
- حقائق عن الشيعة. يشتمل الكتاب على إثبات عقائد الشيعة والإجابة على الشبهات التي أوردها الوهابيون عليهم، وهو بأسلوب الحوار الواضح، وقد ألفه في كربلاء ويقع في 80 صفحة، وطبع عدة مرات.
- علي سلام الله عليه في القرآن / مجلدان. جمع 711 آية شريفة من القرآن الكريم التي نزلت في أمير المؤمنين علي بن أبي طالب سلام الله عليه، بحسب ما جاء في مصادر العامة وكتبهم المعتبرة، تبدأ من سورة الفاتحة إلى سورة الإخلاص. وقد ألفه في كربلاء، ويقع المجلد الأول في 404 صفحة، والمجلد الثاني 528 صفحة.
- فاطمة الزهراء سلام الله عليها في القرآن . يشتمل الكتاب على بيان الآيات التي نزلت في فاطمة الزهراء سلام الله عليها وبحسب مصادر العامة، وقد كتبه في قم بتاريخ 17 رجب 1408 هـ يقع الكتاب في 360 صفحة من الحجم الكبير. وقد طبع عدة مرات. [8]

### » المؤلفات الفكرية والتوعوية
- الربا المشكلة الاقتصادية القائمة. يشتمل الكتاب على أضرار الربا في الاقتصاد العالمي، وما ينبغي في حل تلك المعضلة. طبع في الكويت.
- تمهيدات في الاقتصاد الإسلامي. طبع في الكويت
- السياسة من واقع الإسلام. يشتمل الكتاب على بيان وجهة نظر الإسلام في السياسة وبيان سيرة رسول الله صلى الله عليه وآله وأمير المؤمنين سلام الله عليه والأئمة الطاهرين سلام الله عليهم في ذلك، وقد ألفه في كربلاء، ويقع في 414 صفحة، طبع عدة مرات.
- الخمر كوليرا المجتمع. يبحث الكتاب عن أضرار الخمر في المجتمع، وقد ألفه في كربلاء وطبع عدة مرات، في النجف وقم.
- مساوئ السفور. يتضمن الكتاب بحثاً حول ضرورة الحجاب ومساوئ السفور، وقد ألفه في كربلاء.
- قصص توجيهية. يشتمل على مجموعة من القصص الهادفة التوجيهية، وقد ألفه في كربلاء، طبع عام 1378 هـ النجف.
- العقوبات في الإسلام. يشتمل الكتاب على فلسفة العقوبات الإسلامية وبيان بعض شرائطها وأحكامها، وقد ألفه في كربلاء، وطبع في بيروت.
- الإصلاح الزراعي في الإسلام.يشتمل الكتاب على فلسفة العقوبات الإسلامية وبيان بعض شرائطها وأحكامها، وقد ألفه في كربلاء، وطبع في بيروت.
- الطريق إلى بنك إسلامي. الكتاب محاولة لإعطاء الصيغة العامة للبنك الإسلامي، ويعالج فيها الأسئلة التي تثار حول نتائج إلغاء الربا من نظام البنك، ويتعرض فيها لذكر الأعمال الرئيسية للبنك الإسلامي ويشكل مقارن بآخر النظريات المصرفية. وقد ألفه في كربلاء، ويقع في 104 صفحة، الطبعة الأولى 1392 هـ 1972 م دار الصادق بيروت لبنان. [9]

### » المؤلفات الأحكام
- الصوم. يبحث الكتاب عن فلسفة الصيام وأحكامه بشكل موجز، وقد ألفه في كربلاء، وطبع في النجف.
- مناسك الحج. طبع هذا الكتاب باللغتين العربية والفارسية، ويحتوي على آرائه الفقهية في مسائل الحج والعمرة.
- المسائل الإسلامية. وهو رسالته العملية في العبادات والمعاملات.
- منتخب المسائل.يشمل على مجموعة منتخبة من فتاويه في جميع أبواب الفقة ابتداءاً من مسائل الاجتهاد والتقليد إلى الحدود والديات. وتم طبعه بالفارسية أيضاً. ويُذكر أن العديد من الكتب المذكورة قد تم ترجمتها وطبعها باللغة الفارسية والأردية. [10]

### » المؤلفات التاريخية
- ًمالك الأشتر النخعي. ترجمة لشخصية مالك الأشتر النخعي رضوان الله تعالى عليه، وقد ألفه في كربلاء، طبع عام 1387 في مطبعة الغري الحديثة في النجف.
- الشهيد الأول.ترجمة مختصرة للشهيد الأول الشيخ شمس الدين أبي عبد الله محمد بن جمال الدين المكي بن شمس الدين محمد المطلبي الدمشقي العاملي الجزيني الهمداني، وقد ألفه في كربلاء، وهو من ضمن سلسلة (أعلام الشيعة) وقد طبع في النجف.
- الشهيد الثاني.ترجمة مختصرة للشهيد الثاني: الشيخ زين الدين علي بن أحمد الجبعي العاملي. وقد ألفه في كربلاء، وهو من ضمن سلسلة (أعلام الشيعة) وطبع في النجف.
- الوالد.يشتمل على مجموعة نقاط بارزة من حياة آية الله العظمى ميرزا مهدي الشيرازي، كتبها بإصرار من بعض المؤمنين، بمناسبة الذكرى السنوية الأربعين لرحيل والده المعظم. [11]

## اساتذته
ومن كبار أساتذته:
1. والده ميرزا مهدي بن حبيب الله الشيرازي.
2. أخوه الأكبر محمد الشيرازي.
3. محمد هادي الحسيني الميلاني.
4. الشيخ محمد رضا الأصفهاني.
5. الشيخ محمد الشاهرودي.
6. الشيخ محمد الكلباسي.
7. حسن الحسيني الشيرازي.
8. الشيخ جعفر الرشتي.
9. الشيخ محمد حسين المازندراني.
10. الشيخ عبد الرحيم القمّي.

وقد بدأ صادق الشيرازي ـ كما مر ـ بتدريس الخارج فقهاً وأصولاً منذ أكثر من عشرين عاماً وذلك من الكويت عام 1398 هـ ولا زال مستمراً في قم بتدريس الفقه والأصول ويحضره الكثير من العلماء والفضلاء.

## وصلات خارجية
- موقع «مؤسسة الرسول الأكرم الثقافية» - مكتب الشيرازي في قم
- موقع «الشيرازي نت» - مكتب الشيرازي في كربلاء